# Orde van Verdienste van de Volksrepubliek Polen
De Orde van Verdienste van de Volksrepubliek Polen of "Order Zaslugi" was een op 10 april 1974 door het Poolse parlement ingestelde Ridderorde.
De orde moest de historische Poolse Orde van de Witte Adelaar uit 1920, zelf weer de opvolger van Tsaristische en Koninklijk Poolse orden met die naam, vervangen. De witte adelaar was eeuwenlang het Poolse wapendier en een nationaal symbool geweest maar de communistische naoorlogse regeringen in Warschau konden een adelaar niet met hun ideologie rijmen. Ook Polen koos, zij het zonder de oude orden Virtuti Militari en Polonia Restituta voor socialistische orden. Dergelijke orden hebben geen ridders of commandeurs en worden vaak in een enkele graad verleend.
In 1974 koos het parlement voor een orde die meer overeenkwam met het internationale diplomatieke protocol. De orde was dan ook voor diplomaten en vreemdelingen bestemd. De wettige president en de Poolse regering in ballingschap in Londen waren ondertussen haar oude Orde van de Witte Adelaar blijven toekennen.

## De graden
- Grootkruis
- Commandeur met Ster
- Commandeur
- Gouden Decoratie)
- Zilveren Decoratie)

## De versierselen
Men koos in het communistische en atheïstisch Polen om de witte adelaar in zilveren vorm, niet geëmailleerd, op een rood-wit kruis met vijf armen te leggen. Een vijfarmig kruis herinnert niet aan het christendom. Ook bij de laagste graden vermeed men het woord "kruis". Als verhoging moest een rond gouden medaillon met de letters "RP" worden aangebracht. Het lint was blauw. De vijfpuntige ster kreeg vijf smalle gouden en vijf brede zilveren punten en een zilveren adelaar op een rood centraal medaillon.
In 1990 werd de communistische president afgedankt en de in Londen residerende Poolse president in ballingschap keerde terug naar Warschau om de regeringsmacht aan de gekozen president, Lech Wałęsa over te dragen.
Ook de nieuwe Poolse regering verkoos om de oude Poolse Orde van de Witte Adelaar niet te continueren en geen nieuwe Orde van de Witte Adelaar te stichten. In plaats daarvan kreeg een witte adelaar een plaats op de Orde van Verdienste van de Republiek Polen.